# Graça (Salvador)
 (décembre 2023).
Si vous disposez d'ouvrages ou d'articles de référence ou si vous connaissez des sites web de qualité traitant du thème abordé ici, merci de compléter l'article en donnant les références utiles à sa vérifiabilité et en les liant à la section « Notes et références ».
Graça est un quartier résidentiel du sud de la ville brésilienne de  Salvador de Bahia. Il est habité par des personnes aisées, on y trouve des avenues boisées, ainsi qu'une grande variété de commerces et de services.

## Localisation
La Graça a comme principale voie d'accès la Rua da Graça, qui relie la Praça da Vitória à la Praça da Graça, où se situe l'église qui a donné son nom au quartier. Autour, on trouve les quartiers de Federação (par la Ladeira do Campo Santo), Barra et Chame-Chame (par l'Avenida Princesa Leopoldina, où se trouvent l'Hôpital Portugais et le Clube Baiano de Tenis). Dans la Rua da Paz, on trouve la Faculté de Droit de l'UFBA, tandis que dans la Rua da Graça, se trouve le siège de la Secretaria da Educação, et le Musée Rodin. Le quartier se trouve à une altitude de plus de 60 mètres, une position privilégiée au-dessus des autres bâtiments, qui lui confère une belle vue sur la ville.

## Église de Notre-Dame de Graça
L'Église de Graça abrite la Ermida de Nossa Senhora da Graça, le premier temple marien des Amériques, construit à la fin du XVIe siècle par Diogo Caramuru et Catarina Paraguaçu, le couple considéré comme l'ancêtre de la population bahianaise. L'Église de Graça est riche en éléments historiques: on y trouve la tombe de Catarina Paraguaçu, et l'icône de l'autel est la même qui fut découverte par Caramuru et Paraguaçu. Cette découverte est décrite sur les toiles de la sacristie et sur le plafond de la nef.

## Campo da Graça
Le Campo da Graça, aujourd'hui disparu, était la principale zone sportive de la capitale bahianaise pendant la première moitié du XXe siècle, jusqu'à la construction du Stade Otávio Mangabeira, plus connu comme la Fonte Nova.